# Pallamano ai Giochi della XXXI Olimpiade - Torneo femminile

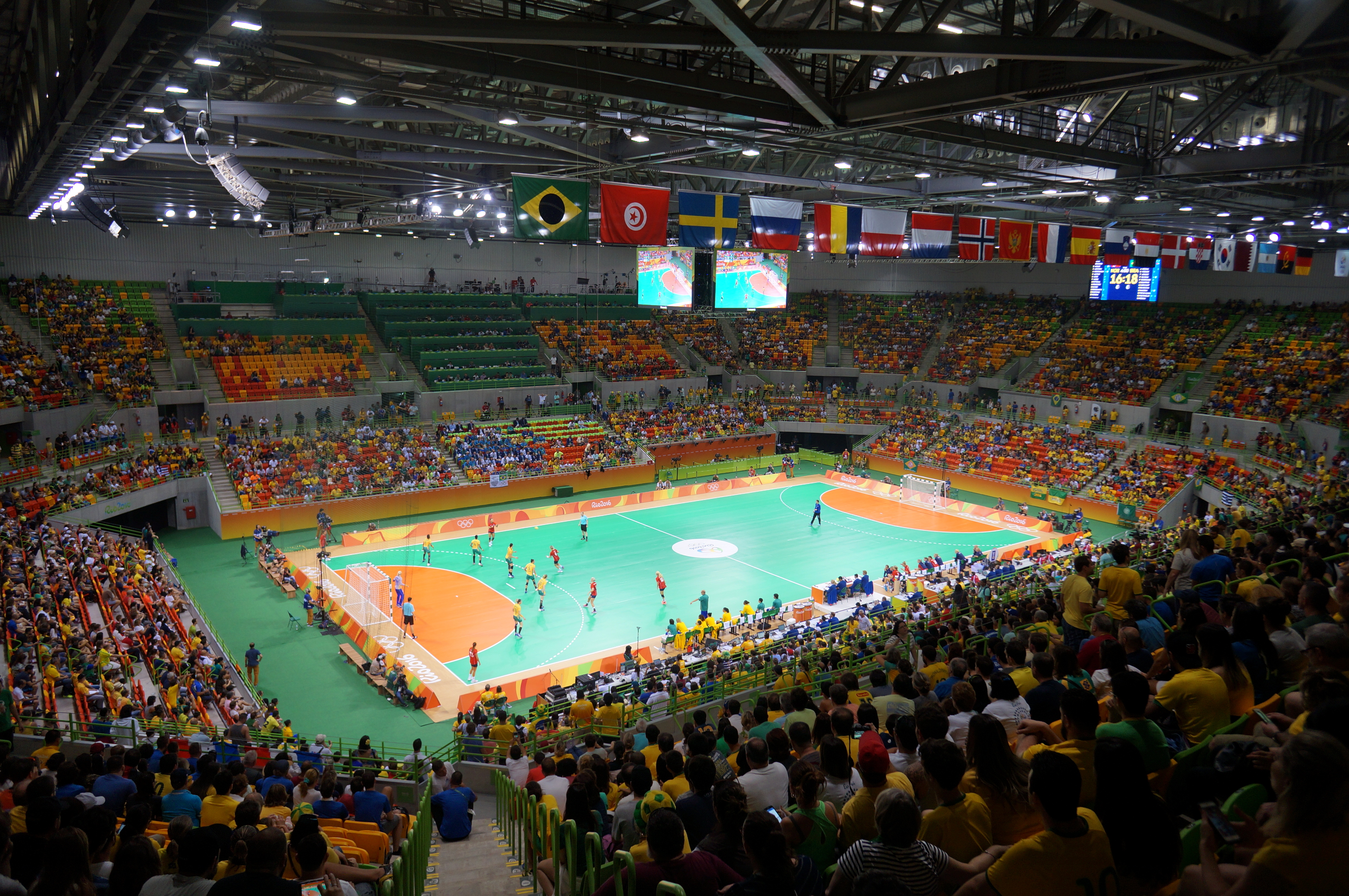
Azione di gioco nella partita tra Brasile e Norvegia.

Il torneo femminile di pallamano ai Giochi della XXXI Olimpiade si è svolto dal 6 al 20 agosto 2016 ed è stato ospitato dalla Arena do Futuro di Rio de Janeiro.
La medaglia d'oro è stata vinta dalla Russia, che ha superato in finale per 22-19 la Francia, alla quale è andata la medaglia d'argento. La medaglia di bronzo è stata vinta dalla Norvegia, che nella finale per il terzo posto ha sconfitto i Paesi Bassi per 36-26.
La fase preliminare a gironi vide la Russia vincere il girone B a punteggio pieno e il Montenegro, vincitore della medaglia d'argento ai Giochi di Londra 2012, eliminato dopo aver perso tutte e cinque le partite del girone A. Nei quarti di finale la sfida tra Francia e Spagna fu la più combattuta, con le francesi che recuperarono lo svantaggio di sette reti accumulato alla fine del primo tempo, portando la partita ai tempi supplementari ed eliminando le spagnole. Entrambe le semifinali si conclusero con lo scarto di una sola rete, con la Francia che superò i Paesi Bassi e la Russia che superò la Norvegia dopo i tempi supplementari. In finale la Russia superò la Francia, conquistando la sua prima medaglia d'oro olimpica dopo il collasso dell'Unione Sovietica e vincendo il torneo senza aver perso alcuna partita. Nella finale per il terzo posto la Norvegia superò i Paesi Bassi con uno scarto finale di dieci reti.

## Formato
Le dodici squadre partecipanti sono state divise in due gironi da sei e ciascuna squadra affronta tutte le altre, per un totale di cinque giornate. Le prime quattro classificate accedevano ai quarti di finale.

## Squadre partecipanti
|                                     | Data               | Sede               | Posti | Qualificate         |
| ----------------------------------- | ------------------ | ------------------ | ----- | ------------------- |
| Paese organizzatore                 |                    |                    | 1     | Brasile             |
| Campionato europeo 2014             | 7-21 dicembre 2014 | Croazia & Ungheria | 1     | Spagna              |
| Torneo africano di qualificazione   | 19-21 marzo 2015   | Angola             | 1     | Angola              |
| Giochi Panamericani 2015            | 15-24 luglio 2015  | Canada             | 1     | Argentina           |
| Torneo asiatico di qualificazione   | 20-25 ottobre 2015 | Giappone           | 1     | Corea del Sud       |
| Campionato mondiale 2015            | 5-20 dicembre 2015 | Danimarca          | 1     | Norvegia            |
| Torneo olimpico di qualificazione 1 | 18-20 marzo 2016   | Francia            | 2     | Paesi Bassi Francia |
| Torneo olimpico di qualificazione 2 | 18-20 marzo 2016   | Danimarca          | 2     | Romania Montenegro  |
| Torneo olimpico di qualificazione 3 | 18-20 marzo 2016   | Russia             | 2     | Russia Svezia       |
| Totale                              |                    |                    | 12    |                     |

| Urna 1      | Urna 2  | Urna 3     | Urna 4  | Urna 5    | Urna 6        |
| ----------- | ------- | ---------- | ------- | --------- | ------------- |
| Norvegia    | Romania | Svezia     | Francia | Spagna    | Corea del Sud |
| Paesi Bassi | Russia  | Montenegro | Brasile | Argentina | Angola        |

## Fase a gironi

### Girone A

#### Classifica
| Pos. | Squadra    | Pt | G | V | N | P | GF  | GS  | DR  |
| ---- | ---------- | -- | - | - | - | - | --- | --- | --- |
| 1.   | Brasile    | 8  | 5 | 4 | 0 | 1 | 138 | 117 | +21 |
| 2.   | Norvegia   | 8  | 5 | 4 | 0 | 1 | 141 | 121 | +20 |
| 3.   | Spagna     | 6  | 5 | 3 | 0 | 2 | 125 | 116 | +9  |
| 4.   | Angola     | 4  | 5 | 2 | 0 | 3 | 116 | 128 | -12 |
| 5.   | Romania    | 4  | 5 | 2 | 0 | 3 | 108 | 119 | -11 |
| 6.   | Montenegro | 0  | 5 | 0 | 0 | 5 | 107 | 134 | -27 |

#### Risultati
| Arbitro: | Horáček, Novotný |

|         |           |         |
| Mørk 12 | Marcatori | 12 Belo |

| Arbitro: | Bonaventura, Bonaventura |

|                |           |                |
| K. Bulatović 5 | Marcatori | 4 4 giocatrici |

| Arbitro: | Koo, Lee |

|         |           |          |
| Neagu 8 | Marcatori | 5 Guialo |

| Arbitro: | Geipel, Helbig |

|          |           |               |
| Cabral 5 | Marcatori | 7 Kristiansen |

| Arbitro: | Bonaventura, Bonaventura |

|        |           |         |
| Belo 8 | Marcatori | 6 Neagu |

| Arbitro: | Alpaidze, Berekzina |

|          |           |                |
| Guialo 7 | Marcatori | 9 K. Bulatović |

| Arbitro: | Koo, Lee |

|            |           |        |
| da Silva 7 | Marcatori | 8 Pena |

| Arbitro: | Rashed, El-Sayed |

|          |           |                |
| Neagu 10 | Marcatori | 9 K. Bulatović |

| Arbitro: | Bonaventura, Bonaventura |

|        |           |          |
| Mørk 8 | Marcatori | 8 Guialo |

| Arbitro: | Røen, Arntsen |

|            |           |        |
| Bernardo 8 | Marcatori | 7 Belo |

| Arbitro: | Bonaventura, Bonaventura |

|         |           |                |
| Neagu 9 | Marcatori | 4 3 giocatrici |

| Arbitro: | Coulibaly, Diabaté |

|            |           |        |
| Jauković 5 | Marcatori | 6 Mørk |

| Arbitro: | Mousaviyan, Kolahdouzan |

|             |           |        |
| Pavićević 6 | Marcatori | 6 Belo |

| Arbitro: | Alpaidze, Berekzina |

|               |           |          |
| Kristiansen 7 | Marcatori | 11 Neagu |

| Arbitro: | Pinto, Menezes |

|                  |           |          |
| Cabral, Martín 7 | Marcatori | 6 Guialo |

### Girone B

#### Classifica
| Pos. | Squadra       | Pt | G | V | N | P | GF  | GS  | DR  |
| ---- | ------------- | -- | - | - | - | - | --- | --- | --- |
| 1.   | Russia        | 10 | 5 | 5 | 0 | 0 | 165 | 147 | +18 |
| 2.   | Francia       | 8  | 5 | 4 | 0 | 1 | 118 | 93  | +25 |
| 3.   | Svezia        | 5  | 5 | 2 | 1 | 2 | 150 | 141 | +9  |
| 4.   | Paesi Bassi   | 4  | 5 | 2 | 0 | 3 | 135 | 135 | 0   |
| 5.   | Corea del Sud | 3  | 5 | 1 | 1 | 3 | 130 | 136 | -6  |
| 6.   | Argentina     | 0  | 5 | 0 | 0 | 5 | 101 | 147 | -46 |

#### Risultati
| Arbitro: | Røen, Arntsen |

|                |           |                     |
| 3 giocatrici 3 | Marcatori | 5 Lacrabère, Pineau |

| Arbitro: | Santos, Fonseca |

|            |           |                   |
| Sudakova 6 | Marcatori | 6 Jung Y., Kim O. |

| Arbitro: | Coulibaly, Diabaté |

|          |           |           |
| Hagman 6 | Marcatori | 5 Mendoza |

| Arbitro: | Røen, Arntsen |

|          |           |          |
| Woo S. 7 | Marcatori | 7 Hagman |

| Arbitro: | Lah, Sok |

|              |           |             |
| Lacrabère 11 | Marcatori | 6 Kuznecova |

| Arbitro: | Mousaviyan, Kolahdouzan |

|           |           |          |
| Mendoza 3 | Marcatori | 6 Polman |

| Arbitro: | Pinto, Menezes |

|                           |           |            |
| Bobrovnikova, Dmitrieva 6 | Marcatori | 11 Gulldén |

| Arbitro: | Lopéz, Ramírez |

|                |           |            |
| Broch, Groot 7 | Marcatori | 11 Gwon H. |

| Arbitro: | Alpaidze, Berezkina |

|           |           |            |
| Houette 8 | Marcatori | 4 Campigli |

| Arbitro: | Alpaidze, Berekzina |

|           |           |             |
| Hagman 14 | Marcatori | 5 Malestein |

| Arbitro: | Mousaviyan, Kolahdouzan |

|              |           |         |
| Vjachireva 7 | Marcatori | 6 Pizzo |

| Arbitro: | Hansen, Gjeding |

|           |           |             |
| Song H. 5 | Marcatori | 7 Lacrabère |

| Arbitro: | Røen, Arntsen |

|           |           |             |
| Roberts 8 | Marcatori | 8 Lacrabère |

| Arbitro: | Lah, Sok |

|           |           |          |
| Polman 12 | Marcatori | 8 Il'ina |

| Arbitro: | Bonaventura, Bonaventura |

|           |           |            |
| Mendoza 6 | Marcatori | 11 Gwon H. |

## Fase finale

### Tabellone
|  | Quarti            | Quarti       |             |          | Semifinale  | Semifinale |  |  | Finale | Finale |
|  |                   |              |             |          |             |            |  |  |        |        |
|  |                   |              |             |          |             |            |  |  |        |        |
|  |                   |              |             |          |             |            |  |  |        |        |
|  | 1A. Brasile       | 23           |             |          |             |            |  |  |        |        |
|  | 1A. Brasile       | 23           |             |          |             |            |  |  |        |        |
|  | 4B. Paesi Bassi   | 32           |             |          |             |            |  |  |        |        |
|  | 4B. Paesi Bassi   | 32           | Paesi Bassi | 23       |             |            |  |  |        |        |
|  |                   |              | Paesi Bassi | 23       |             |            |  |  |        |        |
|  |                   | Francia      | 24          |          |             |            |  |  |        |        |
|  | 3A. Spagna        | Francia      | 24          | 26       |             |            |  |  |        |        |
|  | 3A. Spagna        |              |             | 26       |             |            |  |  |        |        |
|  | 2B. Francia (dts) | 27           |             |          |             |            |  |  |        |        |
|  | 2B. Francia (dts) | 27           | Francia     | 19       |             |            |  |  |        |        |
|  |                   |              | Francia     | 19       |             |            |  |  |        |        |
|  |                   | Russia       | 22          |          |             |            |  |  |        |        |
|  | 3B. Svezia        | Russia       | 22          | 20       |             |            |  |  |        |        |
|  | 3B. Svezia        |              |             | 20       |             |            |  |  |        |        |
|  | 2A. Norvegia      | 33           |             |          |             |            |  |  |        |        |
|  | 2A. Norvegia      | 33           | Norvegia    | 37       | 3º posto    | 3º posto   |  |  |        |        |
|  |                   |              | Norvegia    | 37       | 3º posto    | 3º posto   |  |  |        |        |
|  |                   | Russia (dts) | 38          |          |             |            |  |  |        |        |
|  | 1B. Russia        | Russia (dts) | 38          | 31       | Paesi Bassi | 26         |  |  |        |        |
|  | 1B. Russia        |              |             | 31       | Paesi Bassi | 26         |  |  |        |        |
|  | 4A. Angola        | 27           |             | Norvegia | 36          |            |  |  |        |        |
|  | 4A. Angola        | 27           |             |          | 36          |            |  |  |        |        |
|  |                   |              |             |          |             |            |  |  |        |        |
|  |                   |              |             |          |             |            |  |  |        |        |

### Quarti di finale
| Arbitro: | Arntsen, Røen |

|            |           |          |
| da Silva 7 | Marcatori | 7 Polman |

| Arbitro: | Alpaidze, Berezkina |

|         |           |             |
| Pena 13 | Marcatori | 7 Lacrabère |

| Arbitro: | Bonaventura, Bonaventura |

|           |           |           |
| Gulldén 9 | Marcatori | 6 Oftedal |

| Arbitro: | Pinto, Menezes |

|             |           |            |
| Kuznecova 5 | Marcatori | 8 Bernardo |

### Semifinali
| Arbitro: | Koo, Lee |

|                   |           |          |
| van der Heijden 8 | Marcatori | 7 Pineau |

| Arbitro: | Lah, Sok |

|         |           |                |
| Mørk 14 | Marcatori | 8 Bobrovnikova |

### Finale 3º posto
| Arbitro: | Bonaventura, Bonaventura |

|         |           |        |
| Groot 6 | Marcatori | 7 Mørk |

### Finale
| Arbitro: | Røen, Arntsen |

|                   |           |              |
| Dembélé, Pineau 5 | Marcatori | 5 Vjachireva |

## Classifica finale
| Pos | Squadre       |
| --- | ------------- |
|     | Russia        |
|     | Francia       |
|     | Norvegia      |
| 4   | Paesi Bassi   |
| 5   | Brasile       |
| 6   | Spagna        |
| 7   | Svezia        |
| 8   | Angola        |
| 9   | Romania       |
| 10  | Corea del Sud |
| 11  | Montenegro    |
| 12  | Argentina     |

## Statistiche

### Classifica marcatrici
Fonte: Report ufficiale dei Giochi della XXXI Olimpiade.
| Pos. | Nome                 | Nazionale   | Reti | Tiri |
| ---- | -------------------- | ----------- | ---- | ---- |
| 1    | Nora Mørk            | Norvegia    | 62   | 96   |
| 2    | Alexandra Lacrabère  | Francia     | 46   | 74   |
| 3    | Cristina Neagu       | Romania     | 44   | 79   |
| 4    | Nathalie Hagman      | Svezia      | 38   | 62   |
| 5    | Ana Paula Belo       | Brasile     | 37   | 65   |
| 5    | Veronica Kristiansen | Norvegia    | 37   | 65   |
| 7    | Isabelle Gulldén     | Svezia      | 36   | 54   |
| 7    | Estavana Polman      | Paesi Bassi | 36   | 69   |
| 7    | Anna Vjachireva      | Russia      | 36   | 53   |
| 10   | Isabel Guialo        | Angola      | 35   | 68   |

## Premi individuali
Migliori giocatrici del torneo.
| Ruolo               | Giocatrice          |
| ------------------- | ------------------- |
| Migliore giocatrice | Anna Vjachireva     |
| Portiere            | Kari Aalvik Grimsbø |
| Ala sinistra        | Polina Kouznecova   |
| Terzino sinistro    | Allison Pineau      |
| Centrale            | Dar'ja Dmitrieva    |
| Terzino destro      | Alexandra Lacrabère |
| Ala destra          | Nathalie Hagman     |
| Pivot               | Heidi Løke          |